# Daphnia pulex
Daphnia pulex Leydig, 1860 è un piccolo crostaceo cladocero planctonico, appartenente al genere Daphnia. Ha una distribuzione subcosmopolita: la specie si trova nelle Americhe, in Europa e in Australia.
È un organismo modello utilizzato in studi di ecologia genomica come indicatore comportamentale.